# Övre Gransjötjärnen
Övre Gransjötjärnen är en sjö i Ånge kommun i Medelpad och ingår i Ljungans huvudavrinningsområde.